# Type 54
Type 54 (t=54式手槍) — китайська копія радянського пістолета Токарева.

## Історія
Пістолет Type 54 є більш сучасною версією Type 51 (ліцензійного радянського пістолета Токарева) — виготовляється з 1951 на заводі № 66 в Шеньянзі. В 1954 після виготовлення 250 тис. пістолетів, завод перейшов на виготовлення більш досконалого варіанта з китайських запчастин. На експорт виготовлялась версія під набої 9×19мм Parabellum.
На даний час основною зброєю є QSZ-92, але деякі частині поліції та армійські частини другої лінії використовують цей зразок.

## Варіанти
- Tokarev Model 213: варіант під набої 9×19мм Parabellum
- M20: варіант пістолета, на якому відсутні заводські клейма. Поставлявся до В'єтнаму під час війни з США та різним терористичним угруповуванням по всьому світу.
- TU-90 (також NP-10 або Model 213-B): варіант модернізації пістолета по типу угорського зразку або єгипетського Tokagypt.
- WQ213B54: варіант з більш вмістовним магазином
- NT04

## Країни-експлуатанти
- Ангола
- Бангладеш
- Камбоджа
- Китайська Народна Республіка
- Гвінея
- Іран
- Ірак
- Лаос
- Мозамбік
- Північна Корея
- Пакистан
- Судан
- В'єтнам: під назвою súng ngắn K-54
- Зімбабве